# 양안 (중국)
양안(兩岸)은 원래 "강이나 하천 따위의 양쪽 기슭"을 의미하는 말이었으나, 1949년 이후부터는 대만 해협을 사이에 두고 마주하고 있는 동아시아의 두 중화권 국가인 중화인민공화국과 중화민국의 관계를 상징적으로 지칭하는 말로 굳어졌다.

## 같이 보기
- 양안 관계
- 타이완 해협
- 타이완 문제